# Cybaeus kunashirensis
Espèce
Cybaeus kunashirensis est une espèce d'araignées aranéomorphes de la famille des Cybaeidae.

## Distribution
Cette espèce se rencontre en Russie à Sakhaline et aux îles Kouriles et au Japon à Hokkaidō,,.

## Description
Le mâle holotype mesure 8,6 mm et les femelles de 9,2 à 10,6 mm.

## Étymologie
Son nom d'espèce, composé de kunashir et du suffixe latin -ensis, « qui vit dans, qui habite », lui a été donné en référence au lieu de sa découverte, Kounachir.

## Publication originale
- Marusik & Logunov, 1991 : Spiders of the superfamily Amaurobioidea (Aranei) from Sakhalin and Kurily Islands. Zoologicheskiĭ Zhurnal, vol. 70, no 9, p. 87-94 (texte intégral).